# Bergse kraaier

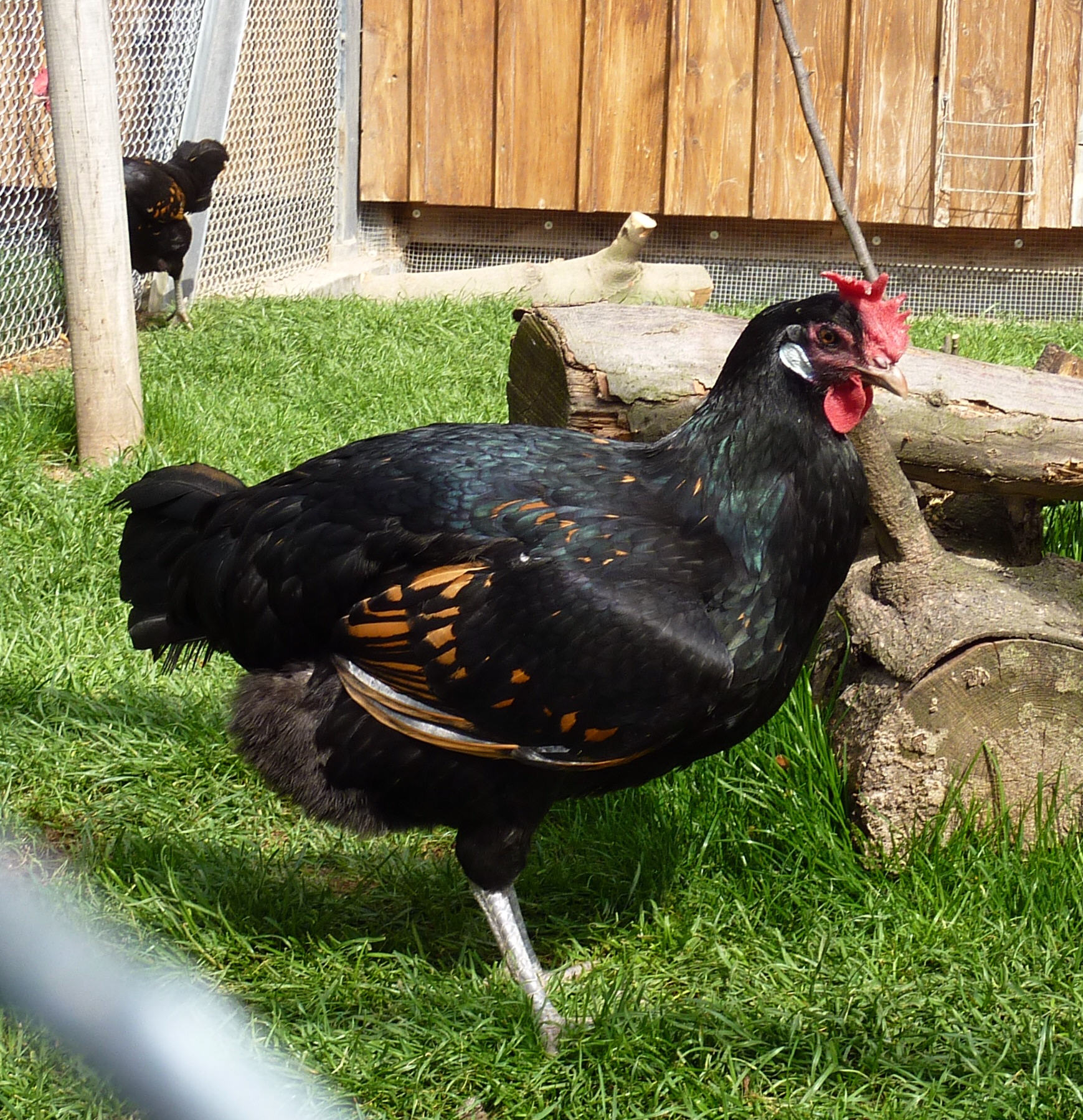
Hen

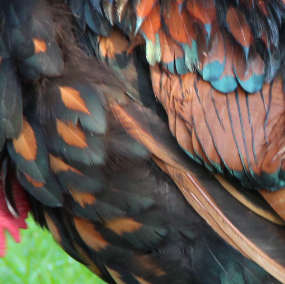
"Dobbeling" in het borstgevederte

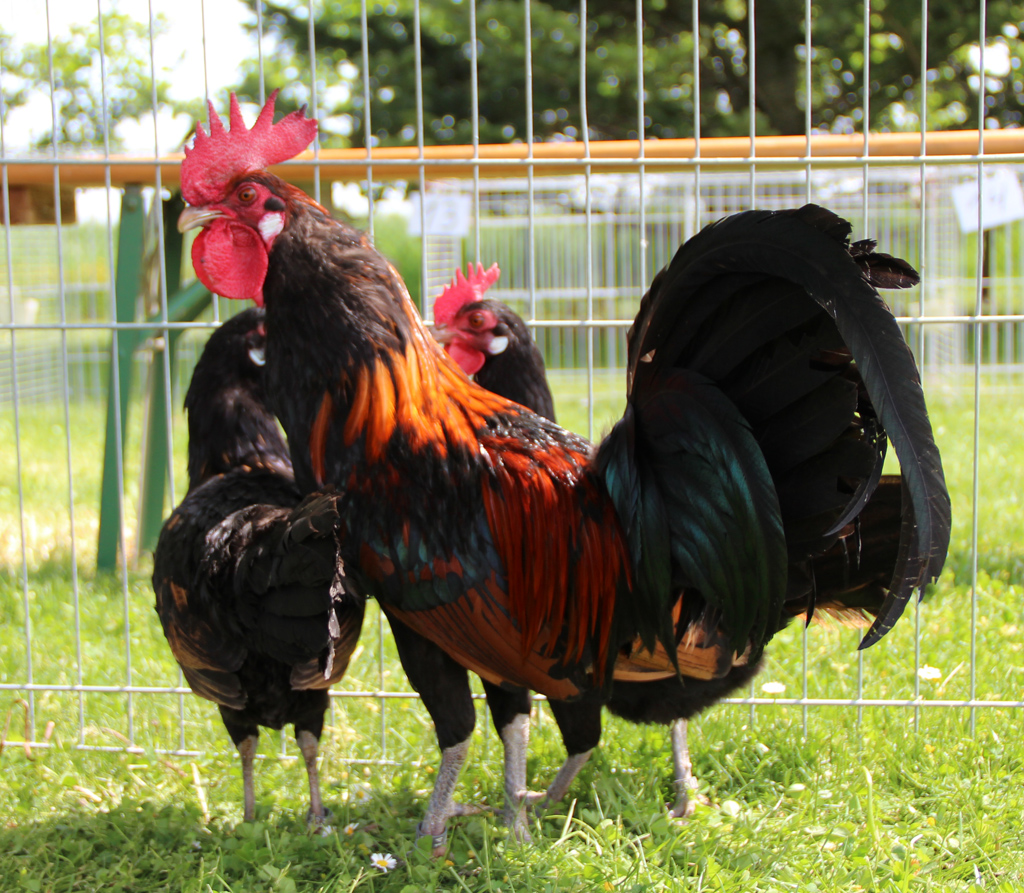
Krielvariant

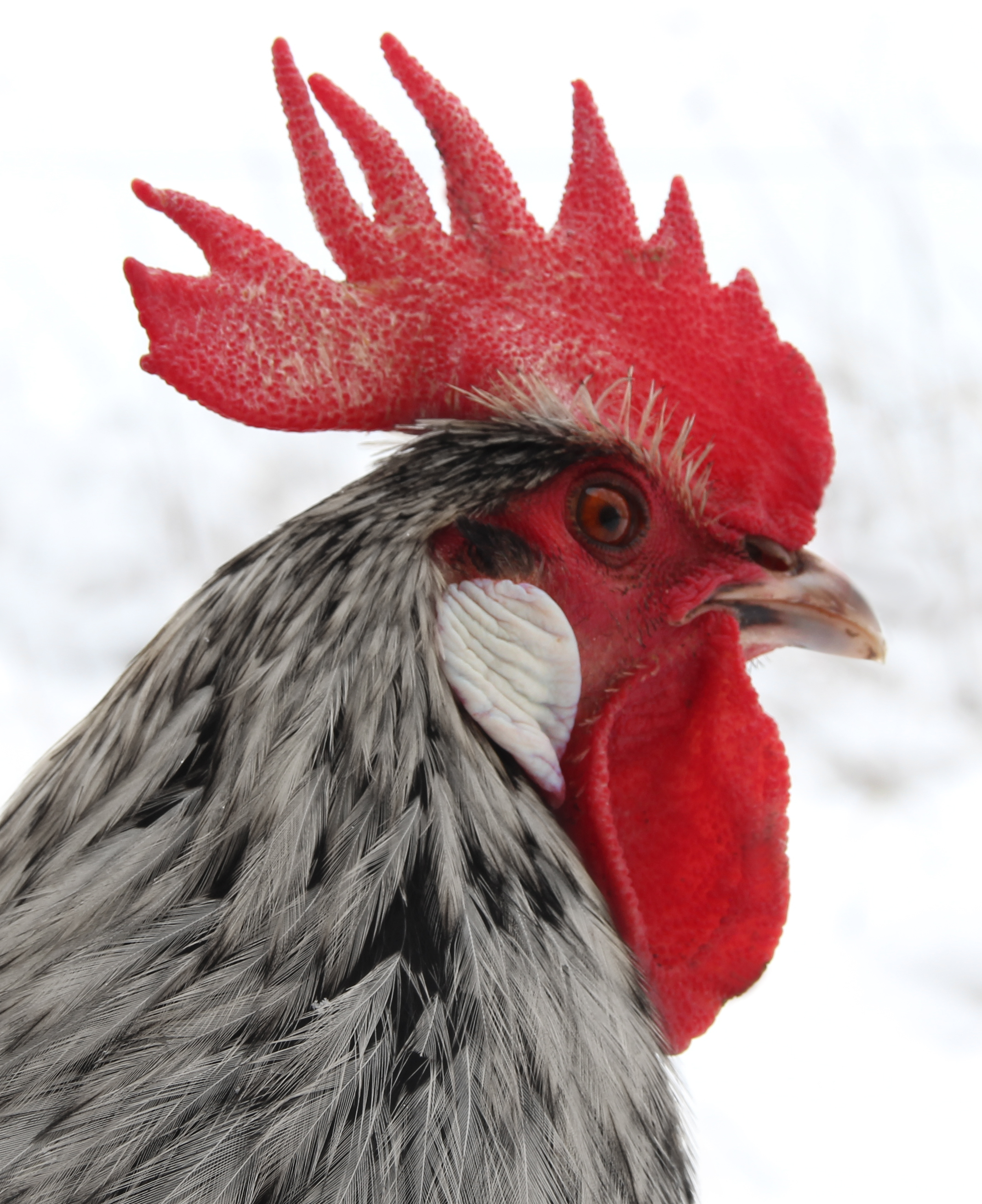
Haan in zwart-zilver gedobbelde kleurslag

De Bergse kraaiers, ook bergkraaiers genoemd, zijn het oudste bekende Duitse hoenderras, ontstaan in het hertogdom Berg. Er bestaat ook een krielvariant van het ras. Het typerende van dit langkraairas is het lange melodieuze kraaien van de hanen, dat tot 15 seconden duren kan.

## Geschiedenis
Volgens de overlevering werden de voorvaders van dit Bergse hoenderras in de Middeleeuwen naar Duitsland gebracht vanuit de Balkan, waar heden ten dage ook hun verre familieleden, de Bosnische kraaiers en de Kosovaarse kraaiers, gefokt worden. Deze theorie wordt ondersteund door genetisch onderzoek, dat de verwantschap tussen de Bergse kraaiers en de Zuid-Oost-Europese hoenderrassen bevestigt. Volgens een andere theorie ligt de oorsprong van de Bergse kraaier bij Spaanse hoenderrassen, die door Spaanse monniken ingevoerd werden. Bergse kraaiers die door Duitse immigranten in Brazilië ingevoerd werden, waren later weer de voorouders van de Braziliaanse kraaier, de "galo músico". De bergkraaier werd bij de eerste Duitse pluimveetentoonstelling in 1854 tentoongesteld en in 1885 als eerste Duitse hoenderras erkend.

## Kenmerken
Bergse kraaiers hebben een langgestrekte vorm met enkele kam, witte oorlellen en leiblauwe poten. De typische vedertekening, de zogenaamde Dobbeling, is de sterkste vorm van omzoming. Deze tekening komt enkel bij de Bergse kraaier, de Bergse hangkam en de Duitse kruiper voor. Zij past historisch bij een uitgestorven kleurslag van het Drents hoen, bekend als "goudlaken", en in mindere mate bij de goudgeloverde variant van de Brabanter. 

### Standaards
Door historische ontwikkelingen zijn binnen de standaards in Europese landen verschillen ontstaan. De algemeen erkende kleurslag heet "goud" (Nederlandse, Belgische en andere rassenstandaards), die volgens de Duitse standaard als "zwart-goud-bruin-gedobbeld" betiteld wordt om het verschil tot de lichter gekleurde Bergse hangkam te accentueren. Volgens de Italiaanse standaard en binnen het stamboek van de Duitse fokkerskring "Zuchtbuch und Zuchtring Bergische Kräher" wordt ook de kleurslag "zwart-zilver-gedobbeld" erkend, die zich daardoor onderscheidt, dat alle bruine en goudkleurige delen van het gevederte cremekleurig of wit gekleurd zijn. Volgens de Nederlandse standaard moeten de schouders hoog gedragen zijn met een afvallende ruglijn. De Duitse standaard vereist daarentegen uitdrukkelijk een licht gebogen ruglijn (karperrug) bij vrijwel horizontale houding.

## De kraai
Het hoofdkenmerk van het ras is de lange kraai. De meeste hanen bereiken een kraaiduur van ca. zeven seconden, sommige duidelijk meer dan tien seconden. Typisch is een afsluiting met "snurk" (in Bergs dialect: "Schnork"), een fluitend geluid bij het inzuigen van lucht. Bij het kraaien maakt de haan één of meer ietwat krampachtige stappen, strekt zijn hals en buigt zich sterk naar voren.

Van de vier noten (kraailettergrepen) wordt de laatste sterk verlengd, waarbij een stijgende en vallende melodie extra gewaardeerd wordt. De Vlaamse pluimvee-expert Vander Snickt beschreef de melodie als volgt:

Arrivés à la note finale, ils prolongent le son en une gamme chromatique ascendante: parvenus à la note la plus élevée, ils redescendent par la même gamme le plus bas possible.

Als zij (de Bergse kraaiers, Red.) de laatste kraailettergreep bereiken, verlengen ze de melodie met stijgende chromatische stappen: na het bereiken van de hoogste noot keren ze over dezelfde stappen tot de diepst mogelijke toon terug.
— Louis Vander Snickt (1904)

## Fok
De zeldzaamheid van het ras leidde ertoe, dat het ras op de Rode Lijst van de Gesellschaft zur Erhaltung alter und gefährdeter Haustierrassen in de categorie "hoogst bedreigd" valt. De fok van de Bergse kraaiers in Duitsland, waar ongeveer 35 fokkers actief zijn, wordt daarom door de Vereinigung der Züchter Bergischer Hühnerrassen begeleid. Bovendien is in 2015 een stamboek ingevoerd om in Duitsland en Nederland levende Bergse kraaiers te registreren, in combinatie met een fokkerskring. Om de lange kraai als hoofdkenmerk van het ras te behouden, wordt in Duitsland jaarlijks een kraaiwedstrijd georganiseerd, waar de duur van het kraaien bepalend is. In Nederland behoort de Bergse kraaier tot de rassen waar zich de Nederlandse speciaalclub voor Duitse Hoenderrassen en de Optimum Avium Speciaalclub Langstaart- en Langkraaihoenders (OASLL) mee bezighouden.

## Afbeeldingen

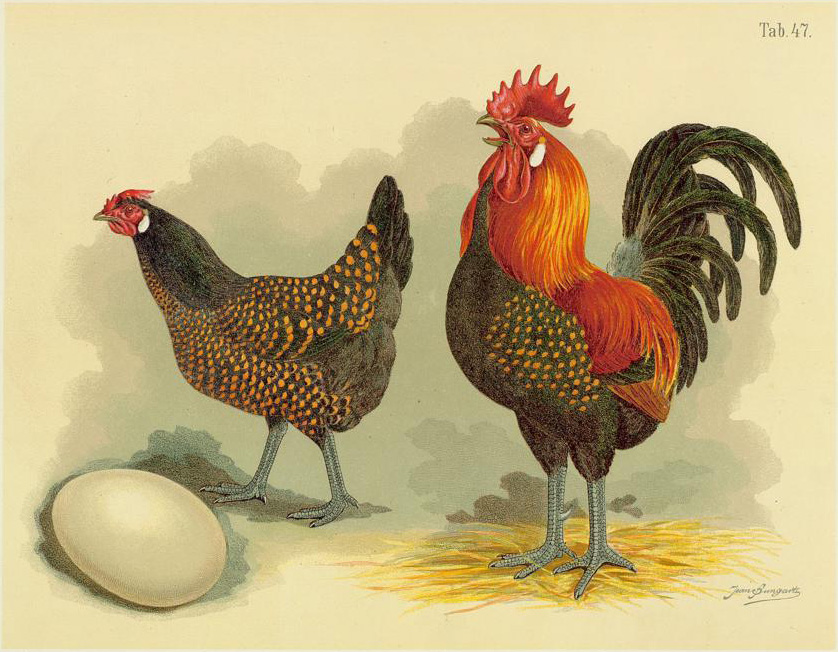
Historische afbeelding uit 1885 (Jean Bungartz)
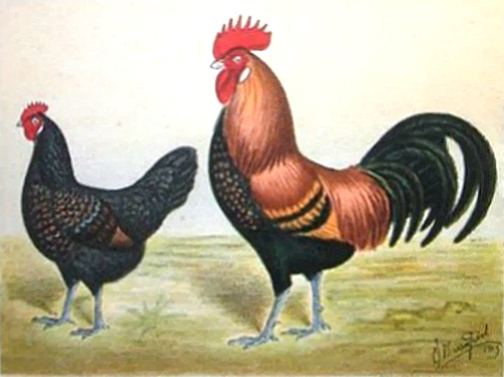
Drentse hoenders in de vrijwel identieke kleurslag "goudlaken"
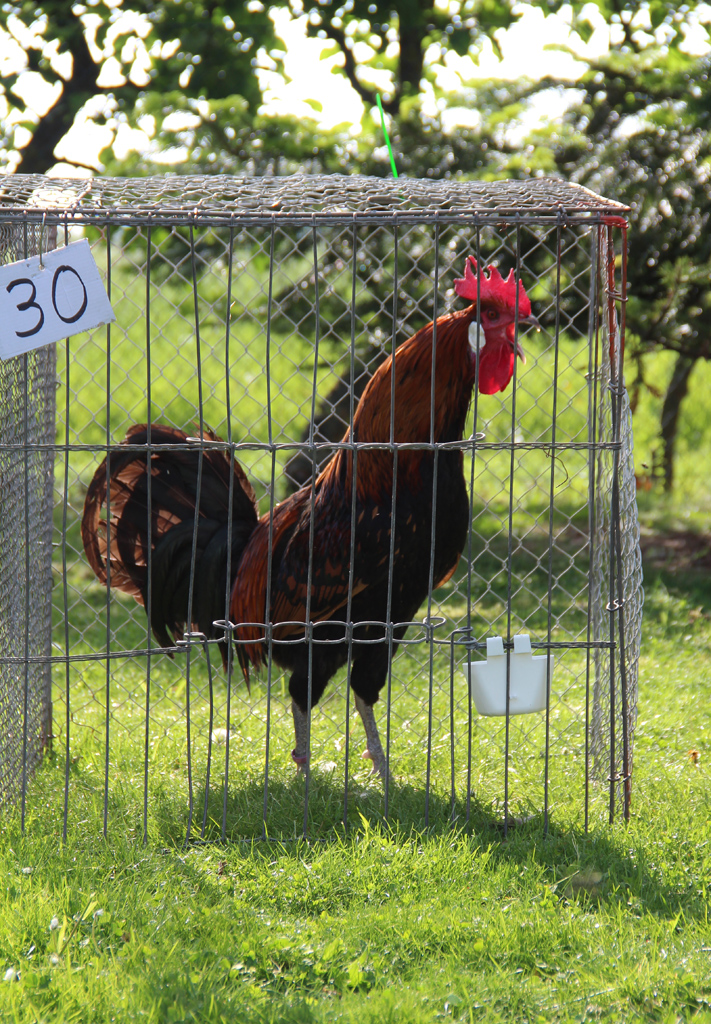
Haan bij een kraaiwedstrijd (Zülpich, 2015)
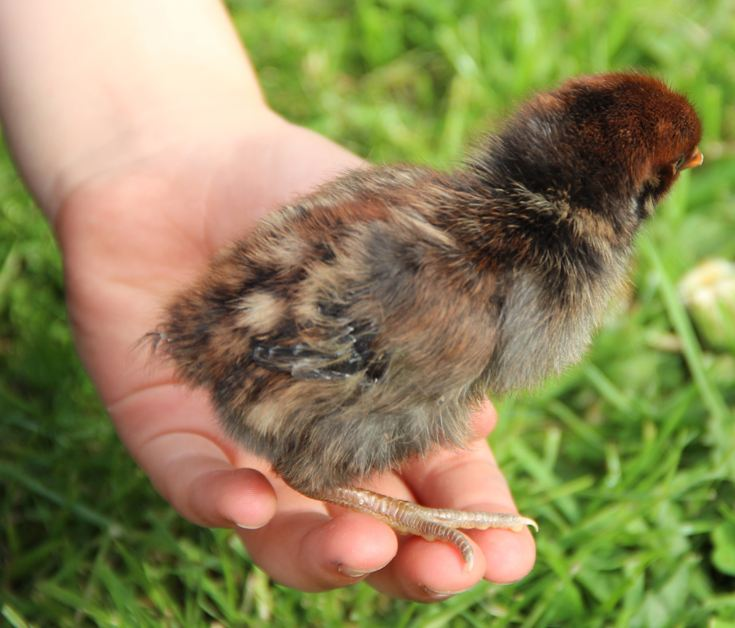
Kuiken
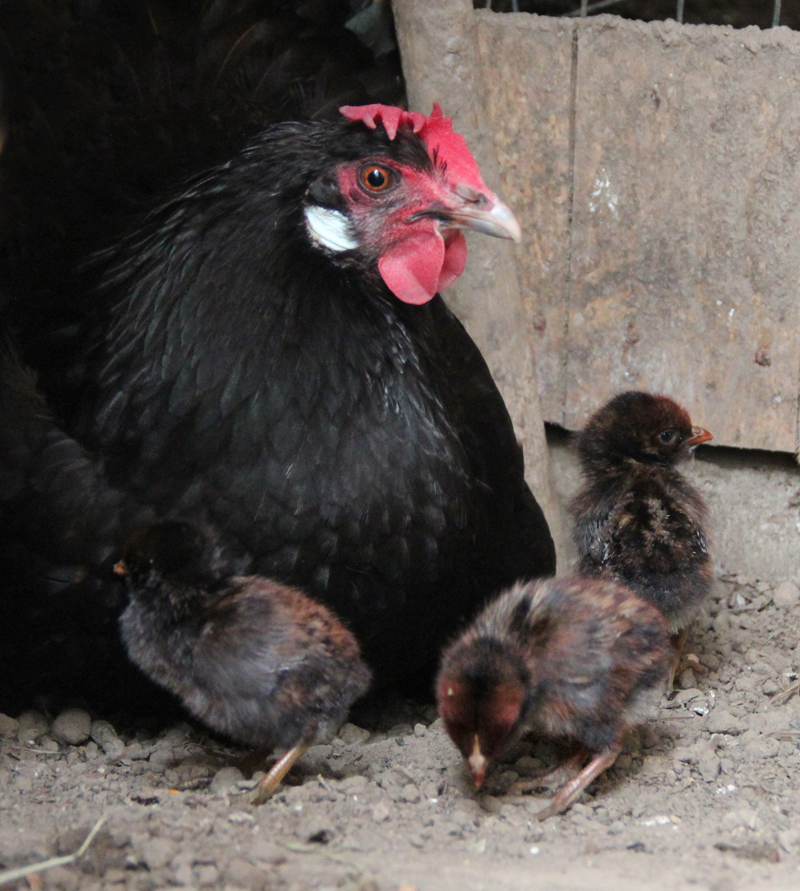
Hen met haar kuikens